# Valentin Mavrodineanu
Tudorel-Valentin Mavrodineanu, est un gymnaste aérobic roumain, né le 3 juillet 1986 à Bucarest.

## Palmarès

### Jeux mondiaux
- Jeux mondiaux de 2009, à Kaohsiung, (Taïwan)
  -  Médaille d'or en Trio

### Championnats du monde
- 2012 à Sofia, Bulgarie
  -  en Duo, avec Andreea Bogati
  -  en Trio
  -  en Groupe
- 2010 à Rodez, France
  -  en Groupe
  -  en Trio
  -  en Duo
- 2008 à Ulm, Allemagne
  -  en Trio
  -  en Duo
- 2006 à Nankin, Chine
  -  en Trio
  -  en Duo

### Championnats d'Europe
- 2011 à Bucarest, Roumanie
  -  en Trio
- 2009 à Liberec, République tchèque
  -  en Groupe
  -  en Trio
  -  en Duo
- 2007 à Szombathely, Hongrie
  -  en Trio
  -  en Groupe
- 2005 à Coimbra, Portugal
  -  en Duo